# Jean-Pierre Janssens
Jean-Pierre Janssens (Sint-Gillis, 16 september 1937 - 2020) is een gewezen Belgische voetballer. Hij kwam in zijn carrière uit voor verschillende Brusselse clubs.

## Carrière
Jean-Pierre Janssens werd enkele jaren voor het uitbreken van de Tweede Wereldoorlog geboren. In die periode was Union Sint-Gillis een topclub in België. Na het einde van de oorlog sloot Janssens zich aan bij Union, waar hij later op 16-jarige leeftijd debuteerde in het eerste elftal.Hij is de jongere broer van Tintin Augustin Janssens.
Maar Union SG was niet langer de beste club de regio Brussel, laat staan de beste van het land. Union SG werd voorbijgestoken door RSC Anderlecht, dat Janssens in 1961 in huis haalde.<refname = "hln"/> De Brusselaar kreeg op de positie van rechtsbuiten veel speelminuten van trainer Pierre Sinibaldi. In zijn eerste seizoen scoorde hij dan ook 13 keer. Hij veroverde toen met Anderlecht ook de landstitel. Twee jaar later speelde de club opnieuw kampioen, waarna Janssens het voor bekeken hield en de club Johan Devrindt aantrok voor 3,5 miljoen Belgische Franken van VV Overpelt Fabriek als zijn vervanger.In totaal speelde hij in de Eerste Klasse 211 wedstrijden en scoorde 61 doelpunten.
Nadien speelde Janssens enkel nog in de lagere klassen bij Scup Jette (69-70), Uccle Sport (70-71), CS La Forestoise (71-72) en Leopold CB (72-74).